# Kh-22
Le Kh-22 Bouria (en russe : « Х-22 Буря », « tempête »), nom de code OTAN : AS-4 « Kitchen », est un très gros missile de croisière antinavire soviétique conçu par les bureaux d'études MKB Raduga. Il a été conçu en particulier pour détruire les porte-avions de l'US Navy, voire des groupes aéronavals complets, lorsqu'il est équipé d'une charge nucléaire.

## Historique
Après avoir analysé les résultats des grandes batailles navales de la Seconde Guerre mondiale et des accrochages du début des années 1950, les stratèges du gouvernement soviétique avaient conclu que le temps des grandes batailles navales était révolu, et que, dorénavant, le meilleur moyen de détruire une flotte était de mener une attaque à distance de sécurité (stand-off). Cela devait permettre d'attaquer une flotte de taille importante sans pour-autant devoir disposer d'une force similaire aussi imposante pour l'affronter.
Substituant l'emploi de missiles de croisières aux bombes pour leurs attaques, les commandants des forces aériennes et navales de l'URSS décidèrent de convertir leurs bombardiers lourds en « raketonosets », ou « porte-missiles », qui seraient lancés pour contrer l'arrivée d'une flotte ennemie ou d'une force tactique près des bases aériennes côtières ou insulaires. Le Kh-22 (complexe 22) fut conçu et mis au point par le bureau d'études MKB Raduga et utilisé pour armer le Tupolev Tu-22.

### Histoire opérationnelle

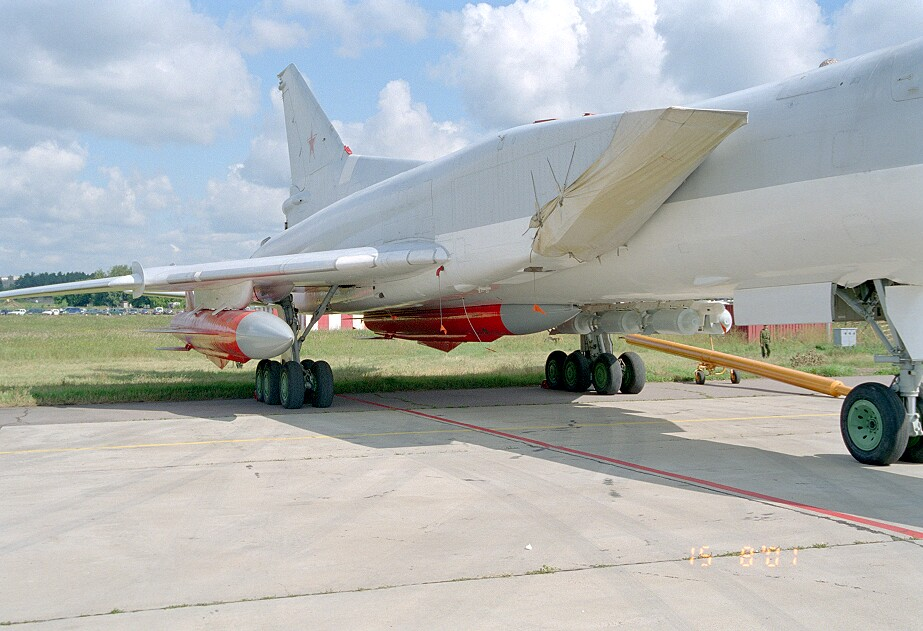
Des missiles Kh-22 sous un Tu-22M3

Les premiers missiles prêts-à-l'emploi furent mis en service en 1962.
La plateforme principale de lancement du Kh-22 est le Tu-22M « Backfire »,. La Russie l'a aussi utilisé sur les Tu-22K « Blinder-B » et Tupolev Tu-95К22 « Bear-G ».
Retiré en 2007, ce missile est ensuite utilisé par l'armée russe lors de l'invasion de l'Ukraine à partir de 2022 et 2023. En date du 17 janvier 2023, plus de 210 de ces missiles ont été tirés contre des objectifs terrestres depuis le début du conflit et se sont révélés imprécis dans ce rôle. Leur centrale à inertie n'étant pas prévue pour ce type de cible à l'origine, moins de la moitié des Kh-22 tombent à moins de 600 mètres de leur cible
Aucun n'est abattu par les systèmes de défense aérienne à cette date, mais l'envoi de MIM-104 Patriot ou de SAMP/T permet de les abattre.
Le 11 septembre 2024, un Tu-22M3 lance un Kh-22 contre le vraquier MV Aya au large de la Roumanie. Aucun membre d'équipage n'a été blessé et malgré des dégâts importants, le navire n'a pas coulé. C'est la première utilisation de cette munition contre un bateau durant cette guerre.

## Caractéristiques
Le Kh-22 utilise un moteur-fusée Isayev à ergols liquides, brûlant un mélange d'hydrazine et d'IRFNA, lui procurant une vitesse maximum de Mach 4,6 et une portée de près de 600 km.
Il peut être tiré en deux modes différents : haute ou basse altitude. En mode « haute-altitude », il grimpe à une altitude de 27 000 m et effectue un plongé à haute vitesse vers sa cible, avec une vitesse terminale d'environ Mach 4,6 à l'impact. En mode « basse-altitude » il grimpe vers 12 000 m et descend en légère pente à une vitesse d'environ Mach 3,5, effectuant son approche finale en dessous des 500 m d'altitude. Le missile est guidé par un pilote automatique gyrostabilisé associé à un radar altimétrique.
Les tests effectués par les Soviétiques révélèrent que lorsqu'une charge creuse de 1 000 kg est utilisée dans le missile, le cratère résultant à l'impact mesurait 5 m de diamètre et 12 m de profondeur,.

## Versions
Deux versions initiales sont produites : 
- Kh-22A : dotée d'une grosse charge militaire conventionnelle,
- Kh-22N : équipée d'une ogive nucléaire de 350 à 1 000 kT[13].

D'autres versions suivirent, dès le milieu des années 1960 :
- Kh-22P : missile anti-radar, destiné à la destruction des installations radars ennemies,
- Kh-22M / Kh-22MA : nouveaux profils de vol et d'attaque et nouvelle liaison de données, permettant des mises à jour de milieu de carrière. Vitesse d'environ Mach 5, portée de presque 600 km et charge militaire de 1 000 kg de RDX,
- Kh-22E : version à charge conventionnelle pour l'exportation,
- Kh-32 : version profondément revue et modernisée, développée par NPO Raduga, prévue pour équiper le Tu-22M3 modernisé. Propulseur amélioré et autodirecteur nouveau.

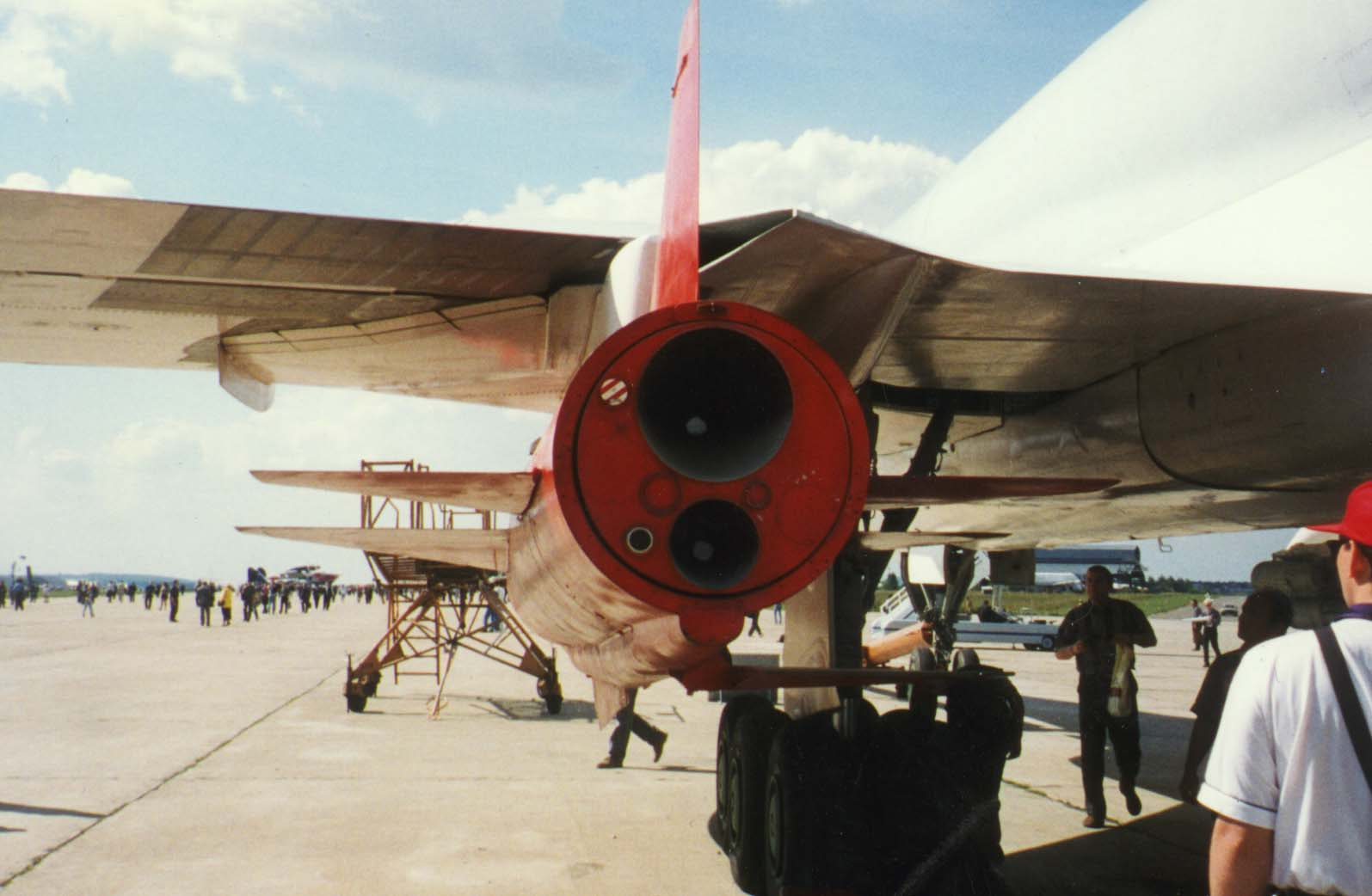
Un Kh-22 sous un Tu-22M3

## Utilisateurs
- Russie
- Ukraine : 423 unités héritées de l'ex-URSS, mises à la ferraille après le déclassement de la flotte de Tu-22M ukrainiens[14].
- Union soviétique